# Намата
Намата (грч. Νάματα) је насељено место у општини Горуша у периферији Западна Македонија, Грчка. Према попису из 2021. године било је 66 становника.
Према бугарском географу и историчару, Василу Канчову, у Намати је 1900. године живело 414 Аромуна. Аромунско становништво је пореклом из Епира. Током Грчког грађанског рата село је настрадало и већи део мештана је избегао, тако је после рата остало 73 становника. Село се раније звало Пепелишта.